# Tourist Trophy (automobilismo)
L'International Tourist Trophy è un premio dato dal Royal Automobile Club (RAC). 
Assegnato per la prima volta nel 1905 continua ad essere disputato tuttora, il che lo rende il trofeo più longevo nella storia delle corse automobilistiche. Il Tourist Trophy è stato parte integrante delle grandi serie di corse internazionali, tra cui il Campionato del Mondo Sport Prototipi, Campionato del mondo turismo, Campionato FIA Sportscar, Campionato FIA GT, e molti altri.

## Storia
La prima edizione del Tourist Trophy si tenne nel 1905 sull'Isola di Man, dove ancora oggi si tiene l'omonima competizione motociclistica. Nel 1928 la competizione abbandonò l'isola e si stabilì per 9 anni sul circuito di Ards, nell'Irlanda del Nord. Dopo il 1936 si alternarono vari circuiti, tra cui Donington Park e il circuito di Goodwood, fino ad arrivare a stabilirsi a Silverstone nel 1970, dove viene tuttoggi corsa (eccezion fatta per il periodo compreso tra il 1994 e il 1999, dove la corsa tornò a Donington Park). Dal 2013 al 2019 ha fatto parte del campionato mondiale endurance.

## Albo d'oro
Aggiornato al 2019
| Anno | Equipaggio Vincitore                                | Vettura                               | Circuito                 |
| ---- | --------------------------------------------------- | ------------------------------------- | ------------------------ |
| 1905 | John Napier                                         | Arrol-Johnston                        | Highlands Course         |
| 1906 | Charles Rolls                                       | Rolls-Royce 20 H.P.                   | 'Short' Highlands Course |
| 1907 | Ernest Courtis                                      | Rover 20 hp                           | 'Short' Highlands Course |
| 1908 | Willy Watson                                        | Hutton (Napier)                       | Four Inch Course         |
| 1914 | Kenelm Lee Guinness                                 | Sunbeam                               | Snaefell Mountain Course |
| 1922 | Jean Chassagne                                      | Sunbeam Tourist Trophy                | Snaefell Mountain Course |
| 1928 | Kaye Don                                            | Lea-Francis Hyper S                   | Ards Circuit             |
| 1929 | Rudolf Caracciola                                   | Mercedes-Benz SSK                     | Ards Circuit             |
| 1930 | Tazio Nuvolari                                      | Alfa Romeo 6C 1750 GS                 | Ards Circuit             |
| 1931 | Norman Black                                        | MG C-type Midget                      | Ards Circuit             |
| 1932 | Cyril Whitcroft                                     | Riley Brooklands Nine                 | Ards Circuit             |
| 1933 | Tazio Nuvolari                                      | MG K-type K3                          | Ards Circuit             |
| 1934 | Charles Dodson                                      | MG N-type NE                          | Ards Circuit             |
| 1935 | Freddie Dixon                                       | Riley TT Sprite                       | Ards Circuit             |
| 1936 | Freddie Dixon Charles Dodson                        | Riley TT Sprite                       | Ards Circuit             |
| 1937 | Franco Comotti                                      | Talbot-Lago T150C                     | Donington Park           |
| 1938 | Louis Gérard                                        | Delage D6-70                          | Donington Park           |
| 1950 | Stirling Moss                                       | Jaguar XK120                          | Circuito di Dundrod      |
| 1951 | Stirling Moss                                       | Jaguar XK120C                         | Circuito di Dundrod      |
| 1953 | Peter Collins Pat Griffith                          | Aston Martin DB3S                     | Circuito di Dundrod      |
| 1954 | Gerard Laureau Paul Armagnac                        | DB-Panhard                            | Circuito di Dundrod      |
| 1955 | Stirling Moss John Fitch                            | Mercedes-Benz 300 SLR                 | Circuito di Dundrod      |
| 1958 | Stirling Moss Tony Brooks                           | Aston Martin DBR1                     | Circuito di Goodwood     |
| 1959 | Stirling Moss Jack Fairman Carroll Shelby           | Aston Martin DBR1                     | Circuito di Goodwood     |
| 1960 | Stirling Moss                                       | Ferrari 250 GT Berlinetta passo corto | Circuito di Goodwood     |
| 1961 | Stirling Moss                                       | Ferrari 250 GT Berlinetta passo corto | Circuito di Goodwood     |
| 1962 | Innes Ireland                                       | Ferrari 250 GTO                       | Circuito di Goodwood     |
| 1963 | Graham Hill                                         | Ferrari 250 GTO                       | Circuito di Goodwood     |
| 1964 | Graham Hill                                         | Ferrari 330 P                         | Circuito di Goodwood     |
| 1965 | Denny Hulme                                         | Brabham BT8-Climax                    | Circuito di Oulton Park  |
| 1966 | Denny Hulme                                         | Lola T70-Chevrolet                    | Circuito di Oulton Park  |
| 1967 | Andrea De Adamich                                   | Alfa Romeo GTA                        | Circuito di Oulton Park  |
| 1968 | Denny Hulme                                         | Lola T70-Chevrolet                    | Circuito di Oulton Park  |
| 1969 | Trevor Taylor                                       | Lola T70-Chevrolet                    | Circuito di Oulton Park  |
| 1970 | Brian Muir                                          | Chevrolet Camaro Z28                  | Circuito di Silverstone  |
| 1972 | Jochen Mass Dieter Glemser                          | Ford Capri RS2600                     | Circuito di Silverstone  |
| 1973 | Derek Bell Harald Ertl                              | BMW 3.0 CSL                           | Circuito di Silverstone  |
| 1974 | Stuart Graham                                       | Chevrolet Camaro Z28                  | Circuito di Silverstone  |
| 1975 | Stuart Graham                                       | Chevrolet Camaro Z28                  | Circuito di Silverstone  |
| 1976 | Jean Xhenceval Pierre Dieudonné Hughes de Fierlandt | BMW 3.0 CSL                           | Circuito di Silverstone  |
| 1977 | Dieter Quester Tom Walkinshaw                       | BMW 3.0 CSL                           | Circuito di Silverstone  |
| 1978 | Raijmond van Hove Eddy Joosen                       | BMW 3.0 CSL                           | Circuito di Silverstone  |
| 1979 | Martino Finotto Carlo Facetti                       | BMW 3.0 CSL                           | Circuito di Silverstone  |
| 1980 | Umberto Grano Harald Neger Heribert Werginz         | BMW 635CSi                            | Circuito di Silverstone  |
| 1981 | Tom Walkinshaw Chuck Nicholson                      | Mazda RX-7                            | Circuito di Silverstone  |
| 1982 | Tom Walkinshaw Chuck Nicholson                      | Jaguar XJS                            | Circuito di Silverstone  |
| 1983 | Steve Soper René Metge                              | Rover Vitesse                         | Circuito di Silverstone  |
| 1984 | Helmut Kelleners Gianfranco Brancatelli             | BMW 635CSi                            | Circuito di Silverstone  |
| 1985 | Tom Walkinshaw Win Percy                            | Rover Vitesse                         | Circuito di Silverstone  |
| 1986 | Jeff Allam Denny Hulme                              | Rover Vitesse                         | Circuito di Silverstone  |
| 1987 | Enzo Calderari Fabio Mancini                        | BMW M3                                | Circuito di Silverstone  |
| 1988 | Andy Rouse Alain Ferté                              | Ford Sierra RS500                     | Circuito di Silverstone  |
| 1994 | Paul Radisich                                       | Ford Mondeo Ghia                      | Donington Park           |
| 1996 | Alain Menu                                          | Renault Laguna                        | Donington Park           |
| 1997 | Alain Menu                                          | Renault Laguna                        | Donington Park           |
| 1998 | Emmanuel Collard Vincenzo Sospiri                   | Ferrari 333 SP                        | Donington Park           |
| 1999 | Jean-Marc Gounon Éric Bernard                       | Lola B98/10-Judd                      | Donington Park           |
| 2005 | Pedro Lamy Peter Kox                                | Aston Martin DBR9                     | Circuito di Silverstone  |
| 2006 | Michael Bartels Andrea Bertolini                    | Maserati MC12                         | Circuito di Silverstone  |
| 2007 | Mika Salo Thomas Biagi                              | Maserati MC12                         | Circuito di Silverstone  |
| 2008 | Ryan Sharp Karl Wendlinger                          | Aston Martin DBR9                     | Circuito di Silverstone  |
| 2009 | Ryan Sharp Karl Wendlinger                          | Saleen S7-R                           | Circuito di Silverstone  |
| 2010 | Warren Hughes Jamie Campbell-Walter                 | Nissan GT-R GT1                       | Circuito di Silverstone  |
| 2011 | Michael Krumm Lucas Luhr                            | Nissan GT-R GT1                       | Circuito di Silverstone  |
| 2013 | Allan McNish Tom Kristensen Loïc Duval              | Audi R18 e-tron quattro               | Circuito di Silverstone  |
| 2014 | Sébastien Buemi Anthony Davidson Nicolas Lapierre   | Toyota TS040 Hybrid                   | Circuito di Silverstone  |
| 2015 | Marcel Fässler André Lotterer Benoît Tréluyer       | Audi R18 e-tron quattro               | Circuito di Silverstone  |
| 2016 | Romain Dumas Neel Jani Marc Lieb                    | Porsche 919 Hybrid                    | Circuito di Silverstone  |
| 2017 | Sébastien Buemi Anthony Davidson Kazuki Nakajima    | Toyota TS050 Hybrid                   | Circuito di Silverstone  |
| 2018 | Mathias Beche Thomas Laurent Gustavo Menezes        | Rebellion R13                         | Circuito di Silverstone  |
| 2019 | Mike Conway Kamui Kobayashi José María López        | Toyota TS050 Hybrid                   | Circuito di Silverstone  |

## Statistiche

### Vittorie per pilota
N.B. Sono elencati solo i piloti che hanno vinto più di un'edizione
| Pos | Pilota           | N° vittorie |
| --- | ---------------- | ----------- |
| 1   | Stirling Moss    | 7           |
| 2   | Denny Hulme      | 4           |
| 2   | Tom Walkinshaw   | 4           |
| 4   | Sébastien Buemi  | 2           |
| 4   | Anthony Davidson | 2           |
| 4   | Freddie Dixon    | 2           |
| 4   | Charles Dodson   | 2           |
| 4   | Stuart Graham    | 2           |
| 4   | Graham Hill      | 2           |
| 4   | Chuck Nicholson  | 2           |
| 4   | Tazio Nuvolari   | 2           |
| 4   | Ryan Sharp       | 2           |
| 4   | Karl Wendlinger  | 2           |

### Vittorie per vettura
N.B. Sono elencate solo le vetture che hanno vinto più di un'edizione
| Pos | Vettura                               | N° vittorie |
| --- | ------------------------------------- | ----------- |
| 1   | BMW 3.0 CSL                           | 5           |
| 2   | Chevrolet Camaro Z28                  | 3           |
| 2   | Lola T70-Chevrolet                    | 3           |
| 2   | Rover Vitesse                         | 3           |
| 5   | Aston Martin DBR1                     | 2           |
| 5   | Aston Martin DBR9                     | 2           |
| 5   | Audi R18 e-tron quattro               | 2           |
| 5   | Ferrari 250 GT Berlinetta passo corto | 2           |
| 5   | Ferrari 250 GTO                       | 2           |
| 5   | Maserati MC12                         | 2           |
| 5   | Nissan GT-R GT1                       | 2           |
| 5   | Renault Laguna                        | 2           |
| 5   | Riley TT Sprite                       | 2           |
| 5   | Toyota TS050 Hybrid                   | 2           |

### Vittorie per nazione
| Pos | Nazione               | N° vittorie | N° piloti vincitori |
| --- | --------------------- | ----------- | ------------------- |
| 1   | Regno Unito           | 49          | 37                  |
| 2   | Italia                | 12          | 10                  |
| 3   | Francia               | 11          | 11                  |
| 4   | Germania              | 9           | 9                   |
| 5   | Svizzera              | 8           | 6                   |
| 6   | Austria               | 6           | 5                   |
| 7   | Belgio                | 5           | 5                   |
| 8   | Nuova Zelanda         | 5           | 2                   |
| 9   | Stati Uniti d'America | 3           | 3                   |
| 10  | Giappone              | 2           | 2                   |
| 11  | Argentina             | 1           | 1                   |
| 12  | Australia             | 1           | 1                   |
| 13  | Danimarca             | 1           | 1                   |
| 14  | Paesi Bassi           | 1           | 1                   |
| 15  | Finlandia             | 1           | 1                   |
| 16  | Portogallo            | 1           | 1                   |